# Лауренти, Йозеф Николаус
Йозеф Николаус Лауренти (1735—1805) — австрийский врач и натуралист итальянского происхождения, получивший известность как первый учёный-герпетолог.
Биография Лауренти почти неизвестна. Согласно наиболее полному обзору К.Адлера, Лауренти родился 4 декабря 1735 г. в Вене, учился в школе при Венском университете, которую окончил в 1754 г., а затем долгое время практиковался в области медицины и герпетологии без продолжения образования, что было обычной практикой в то время.
В 1768 г. он защитил докторскую диссертацию по медицине на медицинском факультете Венского университета. Эта работа была издана в двух вариантахː в виде диссертации (март 1768 г., репринтное издание 1966 г.) и в виде обычной книги тоже в 1768 г., но по-видимому, позже. Согласно К. Адлеру, других работ И. Н. Лауренти не опубликовал. С 1769 по 1805 г. он состоял на медицинском факультете Венского университета и в 1772 г. прошел там экзамен, позволивший ему заняться акушерской деятельностью.
Скончался Лауренти 17 февраля 1805 года в Вене.

## Работы
- Specimen Medicum, Exhibens Synopsin Reptilium Emendatam cum Experimentis circa Venena, 1768 («Образец медицины, представляющий сжатый и исправленный перечень пресмыкающихся, с опытами относительно ядов и противоядий австрийских пресмыкающихся») . Книга вышла на латинском языке и является библиографической редкостью.

Эта книга — первая система земноводных и пресмыкающихся, предложенная после «Системы природы» К. Линнея (1758). В ней содержится описание 242 видов из 30 родов земноводных и пресмыкающихся Старого и Нового Света. Названия 39 видов и нескольких родов, предложенных Лауренти, считаются валидными до сих пор, а статус ряда описываемых им таксонов является предметом дискуссии в систематике.